# Contrôleur (informatique)
Pour les articles homonymes, voir contrôleur.
Un contrôleur ou contrôleur de périphérique dans le domaine du matériel informatique est un circuit électronique souvent spécialisé dans la gestion d'un périphérique particulier, voir par exemple :
- Contrôleur Ethernet, nom employé parfois en remplacement de carte réseau ;
- Contrôleur graphique, nom employé parfois en remplacement de carte graphique ;
- Contrôleur SCSI ou FC, c'est en fait un HBA ;
- Contrôleur de disque, un contrôleur qui est le plus souvent intégré à la carte accolée à un disque dur ;
- Contrôleur RAID, qui gère un groupe de disques durs ;
- Contrôleur de clavier ;
- Contrôleur d'interruptions ;
- Contrôleur de transfert mémoire direct (ou DMA), gérant les transferts directs entre les différentes mémoires du système, afin d’alléger le travail du processeur ;
- Contrôleur USB.

Dans l'architecture x86 et certaines basées sur le PowerPC, on peut citer les contrôleurs Northbridge (pont Nord, contrôlant les bus et périphérique à haut débit) et Southbridge (pont Sud, contrôlant les bus et périphériques à plus bas débit).
Dans les SoC d'architecture ARM, les contrôleurs sont intégrés à la puce intégrant l'ensemble du système.